# ييمنون (إففويا)
ييمنون (Γυμνόν) هي مدينة في إففويا في مقاطعة كينتريكي إلادا في اليونان. يبلغ عدد سكانها حوالي 1902 نسمة.